# 心臓
心臓（しんぞう）とは、血液循環の原動力となる、血液循環系の中枢器官である。心臓は、ほとんどの動物に見られる筋肉から成る臓器である。この臓器は血管を通して血液を送り出す。

## 概要
心臓は特に脊椎動物のもつ筋肉質の臓器であり、律動的な収縮によって血液の循環を行うポンプの役目を担っている。あるいは、環形動物・軟体動物・節足動物などの無脊椎動物における似たような役割の構造である。脊椎動物、無脊椎動物の一部（ミミズなどの環形動物、イカやタコなどの頭足類など）では、心臓と血管は合わせて閉鎖血管系を構成する。無脊椎動物の多くでは、心臓からの血液は体腔に送り出される開放血管系である。
哺乳類、鳥類では、心臓は4つの部屋（心腔）に分かれている。すなわち血流から見て上流、左右の心房と下流の左右の心室である。一般的に、右心房と右心室を合わせて右心、左心房と左心室を合わせて左心と呼ぶ。魚類は2つの心腔、すなわち心房と心室を一つだけ持ち、ほとんどの爬虫類と両生類は3つの心腔（2心房1心室）を持つ。健康な心臓では、心臓弁により血液は一方向にのみ流れ、逆流を防いでいる。心臓は保護袋である心膜に包まれており、その中には少量の液体（心嚢液）も含まれている。心臓の壁は3層で構成されている。すなわち、心膜、心筋、心内膜である。
心臓は洞房結節のペースメーカー細胞群によって決定されるリズムで血液を送り出す。これらの細胞は電流を生成し、心臓を収縮させ、房室結節を通って心臓の伝導系に沿って伝わる。
体内で脱酸素化された血液は、大静脈から右心房に入り、右心室に流れる。ここから肺循環を通って肺へ拍出され、そこで酸素を取り込み、二酸化炭素を放出する。酸素化された血液は左心房に戻り、左心室を通過し、大動脈を通って体循環へ送り出される。そこで動脈、細動脈、毛細血管を通り、血管と細胞の間で栄養素やその他の物質が交換され、酸素を失い、二酸化炭素を得る。その後、細静脈を経て静脈を通り、心臓に戻る。心臓を潤す血管は冠動脈（冠状動脈）という。心筋は大きく脈動するため、心筋自体への血液の供給は主に筋肉の縮まる力が低くなった心臓拡張時に行われる。心臓は交感神経と副交感神経の支配を受ける。前者は心拍数や心筋収縮力の増加および興奮伝達速度を早め、後者はこれらの減少や遅延を促す。

## ヒトの心臓

### 位置
ヒトの心臓の位置は胸腔内の縦隔下部ほぼ中央にあり、心膜が包む形で形成された心嚢の中にあり、前胸壁と食道に挟まれている。大きさは握りこぶし程度である。形はおおまかに逆円錐状で、その軸は左斜め側に傾いている。そのため心臓の下部は左側に傾き、肋骨の左側第5肋間から鎖骨中線の間に位置する。心臓は、上部に太く大きな血管があり、右後方に尖る部分を「心底」、下部の左前方に尖った部分を「心尖」と言う。成人の場合、心尖は第5肋間・正中線から左に7-9cmの場所にあり、ここに触れると拍動を確認できる。

### 構造

ヒトの心臓の構造血液の流れは白い矢印で示されている

心膜は繊維性部分と漿膜性部分がある。繊維性心膜（壁側膜）は臓器間を埋める繊維性結合組織の一部でできており、これによって心嚢は、前面で胸骨の裏と、底で横隔膜の中央にある腱の真ん中上部と、それぞれしっかりと固着されつつ、内側では心筋と接触している。漿膜性心膜（心外膜・臓側膜）は繊維性心膜の内側にあり、心嚢を内張りする役目を負っている。漿膜性心膜の内側には心膜腔というすきまがあり、内側には液体の漿液（心膜液）が分泌されている。この液は、心臓の拍動から生じる摩擦を低減する効果を持つ。
心臓を動かす厚い筋肉は心筋と呼ばれ、骨格筋と同様にアクチンとミオシンのフィラメントが滑走して動く横紋筋でありながら、多くの枝分かれ構造を持ち互いに境界膜（介在膜）で電気的に連絡し、まるで1つの大きな細胞のように同期する機能的合胞体となっている。この心筋は心臓を螺旋状に取り囲んでいる。心筋は伸展の大きさに対応して強い収縮を行い、流入する血液が多くなると強く縮んで拍出量を増やす。これはスターリングの法則と呼ばれる。なお、心筋は骨格筋と異なり不随意筋である。
ヒトの心臓は4つの内腔、すなわち心腔をもつ。心腔は二対の心房・心室、つまり右心房、左心房、右心室、左心室から成る。それぞれの壁は、心房よりも心室が、同じ心室でも左心室の方が厚い。心臓は血液の逆流を防止するために4つの弁を持っている。弁は右心房と右心室、右心室と肺動脈、左心室と大動脈、左心房と左心室の間に存在し、それぞれ、三尖弁（右房室弁）、肺動脈弁、大動脈弁、僧帽弁（左房室弁、二尖弁）と呼ばれる。弁の周囲は腱索を介して心室の乳頭筋に繋がり、ひっくり返らないようになっている。
心臓は送り出す血液のうち約5%を心臓自身で用いている。心臓を潤す栄養血管は冠動脈（冠状動脈）と言い、大動脈基部のバルサルバ（Valsalva）洞から右心房・心室に伸び心臓の下部を回りこんで左心室の後・下壁に至る右冠動脈 (RCA) と、左心房・心室前方から中隔・心尖部に伸びる左冠動脈 (LCA) の2本に枝分かれする。心筋は大きく脈動するため、血液の供給は主に筋肉の縮まる力が低くなった心臓拡張時に行われる。
心臓は交感神経と副交感神経の支配を受ける。前者は心拍数や心筋収縮力の増加および興奮伝達速度を早め、後者はこれらの減少や遅延を促す。心臓の中で耳状になっている所を心耳 (en:auricle) といい、左側を左心耳 (left auricle) 、右側を右心耳 (right auricle) という。

### 機能
心臓は全身に血液を拍出し回収するポンプの働きをしている。心筋には、筋肉の収縮・拡張により血液を送る固有心筋と、固有心筋を動かすための電気刺激の発生と伝導を行っている特殊心筋がある。
電気刺激は右心房にある洞房結節（sinoatrial node: SA node、別名キース・フラック結節）から発生し、心房を介し右心房の下方にある房室結節（atrioventricular node: AV node、別名田原結節）へと伝わる。この刺激により心房の収縮が行われる。更に電気信号は房室結節からHis束、右脚・左脚、プルキンエ線維へ伝導し、心室へと電気刺激が伝わっていく。ここで、心房と心室とでは、電気刺激を受ける時間差があるために、心房の収縮に遅れて心室の収縮が起こる。これにより心房から心室へと血液をうまく送ることが出来る。洞房結節、房室結節、His束、右脚・左脚およびプルキンエ線維を合わせて刺激伝導系と呼ぶ。
右心房には容量受容器があり、静脈還流量が増加して右心房が伸展されると、心房性ナトリウム利尿ペプチド (ANP) を分泌する。ANPは腎臓に働いてナトリウム排泄を促進することで体液を減少させる。同様に心室が伸展されると、心室筋からはANPに似たホルモン脳性ナトリウム利尿ペプチド (BNP) が分泌され、一部の心不全状態で血中濃度が上昇する。
鼓動に使うエネルギーは、安静時には脂肪酸を用い、活発に活動する場合は乳酸などを消費する。乳酸をピルビン酸に酸化させる代謝であり、四肢の筋肉が用いる解糖系とは異なる。

### 活動

拍動の様子（CG）

心室の収縮と弛緩（拡張）によって起こる心臓が拍動する周期を心周期と呼び、4つの期に分けられる。収縮の始まりは等容性収縮期と言い、全ての弁が閉じた状態で心室が収縮を起こし、内圧が上昇する。次の駆出期は、心室内圧が動脈の圧力を上回り動脈弁が開いて血液が流れ始めてから、内圧が充分に低下して弁が閉じるまでを指す。弛緩の開始は等容性弛緩期と言い、全ての弁が閉じた状態で心室が弛緩し、内圧が低下する。最後の充満期（流入期）とは、内圧低下によって房室弁が開き、動脈弁は閉じたままであるため心室内に血液が充満するまでの間を言う。心拍数75回/分の場合、心周期0.8秒のうち収縮は0.3秒、弛緩は0.5秒で行われる。
心拍数とは1分あたり心臓が拍動する回数を示し、健康な成人の場合60-90回/分である。通常よりも心拍数が高い状態を頻脈と言い、運動をしたり、興奮状態であったり、また発熱などによって起こる。心拍数が低い場合は徐脈と言う。なお、やや呼吸と連動し、息を吸う時には頻脈傾向になる。
心音とは心拍によって心臓から発生する音であり、聴診器などで聞くことができる3つの発生音である。第I心音は収縮の開始時に房室弁が閉じる音で、30-45Hzとやや低い。第II心音は弛緩の開始時に大動脈弁や肺動脈弁が閉じる音で、50-70Hzと高く聞こえる。第III心音は非常に小さく、第II心音の後に心房から心室へ血液が流れることで発生する音である。
心拍出量とは1回の拍動で左心室が送り出す血液の量であり、通常の成人では70-80mLである。これを1分間の量に換算したものを毎分心拍出量と言い、通常ならば約5Lに相当するが、体表面積によって左右される。また激しい運動時には心拍数が増加するため、毎分心拍出量も増える。

## 脊椎動物
心臓の大きさは、動物の種によって異なり、脊椎動物では、最小のネズミ（12mg）からシロナガスクジラ（600kg）まで様々である。脊椎動物では、心臓は体の腹側の中央にあり、心膜に囲まれている。魚によっては、心膜が腹膜に繋がっていることもある。
洞房結節はすべての有羊膜類に見られるが、より原始的な脊椎動物には見られない。これらの動物では、心臓の筋肉は比較的連続的であり、洞静脈が拍動を調整し、その拍動は他の心室に波のように伝わる。有羊膜類では、洞静脈が右心房に組み込まれているため、洞静脈はおそらく洞房結節と相同であると考えられている。硬骨魚類では、洞静脈が退化しているため、主なリズムの調節源は心房にある。心拍数は種によって大きく異なり、タラでは1分間に約20回、ハチドリでは約600回、ルビーノドアカハチドリでは最大1200回に達する。
脊椎動物の心臓の重量とその体重に対する比は下表の通り、種によって大きく異なる。数値は、Buddenbrock 1967, Czicsaky 1984, Haltenorth 1977, Dorst 1972, Hossen and Doflein 1935, Sturkie 1976, Ziswiler 1976から。
| 動物                 | 心臓の重量(g) | 体重に対する 心臓重量比率(千分率,‰) | 心拍数/分                 |
| -------------------- | ------------- | ----------------------------------- | ------------------------- |
| コイ                 | 1.62          | 1.5                                 | 40 - 80                   |
| シビレエイ           |               | 0.6                                 | 16 - 50                   |
| カワカマス           | 0.66          | 1.9                                 |                           |
| サケ                 | 10.72         | 2.0                                 |                           |
| トラザメ             | 41.6          | 1.2                                 |                           |
| マス                 | 0.31          | 1.2                                 |                           |
| マグロ               | 616.0         | 3.1                                 |                           |
| アホロートル         | 0.03          | 4.5                                 |                           |
| ウシガエル           | 1.65          | 3.2                                 |                           |
| ファイアサラマンダー | 0.04          | 1.86                                |                           |
| ミドリヒキガエル     |               | 8.05                                | 40 - 50                   |
| ワライガエル         | 0.14          | 1.8                                 |                           |
| アリゲーター         | 137           | 2.6                                 |                           |
| ボアコンストリクター | 5.64          | 3.1                                 |                           |
| ニシキヘビ           | 18.5          | 3.0                                 |                           |
| ミドリカナヘビ       | 0.91          | 3.8                                 | 60 - 66                   |
| クロウタドリ         | 1.33          | 12.9                                |                           |
| カラス               |               | 10.7（ハシボソガラス）              | 300 - 380                 |
| ズアオアトリ         | 0.3           | 13.2                                |                           |
| ニワトリ（レグホン） |               | 6.4                                 | 330 - 375                 |
| ワタリガラス         | 14.29         | 9.0                                 |                           |
| ヨーロッパアマツバメ | 0.71          | 16.5                                | 700                       |
| カケス               | 1.52          | 9.9                                 |                           |
| ホンムクドリ         | 0.93          | 16.2                                |                           |
| ガン                 |               | 8.0                                 | 80                        |
| アカゲラ             | 1.04          | 13.4                                |                           |
| シジュウカラ         | 0.24          | 13.4                                |                           |
| セグロカモメ         | 5.24          | 9.8                                 |                           |
| ハチドリ             | 0.09          | 2.39                                |                           |
| マガモ               | 8.75          | 8.0                                 | 229 - 420（カモ）         |
| ダチョウ             | 1,205         | 9.8                                 | 60 - 70                   |
| キジ                 | 5.61          | 4.5                                 |                           |
| コウノトリ           | 28.75         | 8.6                                 | 270                       |
| ツバメ               | 0.32          | 14.1                                |                           |
| ハクチョウ           | 67.6          | 10.3                                |                           |
| アフリカゾウ         | 19,500        | 3.9                                 |                           |
| バイソン             | 6,600         | 6.6                                 |                           |
| シロナガスクジラ     | 598,400       | 4.4                                 |                           |
| イエハツカネズミ     | 0.19          | 6.45                                | 450 - 550（ハツカネズミ） |
| イヌ                 | 135           | 6.8                                 | 60 - 180                  |
| キツネ               | 63            | 9.0                                 | 100                       |
| モルモット           | 4.8           | 4.0                                 | 200 - 312                 |
| ウサギ               |               | 9.42（ノウサギ）                    | 150 - 280                 |
| ウマ                 | 4,000         | 9.0                                 | 32 - 44                   |
| ヒト                 | 300           | 4.3                                 | 60 - 90                   |
| ライオン             | 750           | 3.0                                 | 40                        |
| モグラ               | 0.23          | 5.8                                 |                           |
| ホッキョクグマ       | 2,900         | 5.8                                 |                           |
| ラット               | 1.45          | 3.62                                |                           |
| マッコウクジラ       | 116,000       | 3.2                                 |                           |
| リス                 | 3.22          | 6.7                                 |                           |

## 二重循環系
1. 肺静脈
2. 左心房
3. 右心房
4. 心室
5. 動脈円錐
6. 洞静脈

成体両生類の3腔の心臓の断面。単一の心室に注目。紫色の領域は、酸素化された血液と脱酸素化された血液が混ざる部分を示す。

成体の両生類やほとんどの爬虫類には、動脈系と静脈系に分かれた二重循環系がある。しかし、心臓自体は完全には二つに分かれておらず、3腔（2つの心房と1つの心室）に分かれている。全身循環と肺からの血液が共に心臓に戻り、血液は全身循環と肺に同時に送られる。この二重システムにより、肺に血液を送り、酸素化された血液が直接心臓に戻ることが可能になる。
爬虫類では、ヘビを除き、心臓は通常、胸郭の中央付近に位置する。陸生および樹上性のヘビでは、心臓は通常頭部に近い位置にあり、水生種では心臓は体の中央付近にある。ヘビの心臓には3つの心腔（2つの心房と1つの心室）があり、体が細長いため、その心臓の形態と機能は哺乳類の心臓とは異なる。特に、ヘビの体内での心臓の位置は、重力の影響を大きく受けており、大型のヘビは重力の変化により血圧が高くなる傾向がある。心室は2つに不完全に分かれており、肺動脈と大動脈の開口部付近にかなりの隙間がある。ほとんどの爬虫類では、動静脈血の混ざり合いはほとんど見られず、大動脈には基本的に酸素化された血液のみが供給される。ただし、ワニは例外で、4つの心腔を持っている。
肺魚の心臓では、隔壁が心室の一部まで伸びており、肺に送られる脱酸素化された血流と体の他の部分に送られる酸素化された血流の間で、一定の分離が可能である。現在生存している両生類にはこのような分離が見られないことは、皮膚呼吸による酸素摂取の割合が高いことが一因である可能性があり、したがって、大静脈を通じて心臓に戻る血液は既に部分的に酸素化されている。そのため、肺魚や他の四肢動物に比べ、両方の血流をより厳密に分離する必要性が低いのかもしれない。それでも、少なくともいくつかの両生類の種では、心室のスポンジ状の構造が血流の分離を維持しているようである。また、元々の動脈円錐の弁が、螺旋状の弁に置き換えられ、これにより二つの血流が分離されている。

## 完全な血行分離
主竜類（ワニ類や鳥類）および哺乳類では、心臓が二つのポンプに完全に分かれ、合計で四つの心腔を持っている。ワニ類では、動脈幹の基部にパニッツァ孔と呼ばれる小さな開口部があり、潜水中に左右の心室の血液が多少混ざることがある。そのため、肺循環と体循環への二つの血流が物理的な壁で完全に分けられているのは、鳥類と哺乳類のみである。

## 魚類

魚類の心臓における血液の流れ: 洞静脈、心房、心室、流出路

心臓は少なくとも3億8千万年前に魚類において進化した。魚類には一般的に二腔の心臓があるとされ、1つの心房が血液を受け取り、1つの心室が血液を送り出す。しかし、魚類の心臓には入口と出口の区画があり、これらも「腔」と呼ばれることがあるため、三腔や四腔と記述されることもある。心房と心室は「真腔」、他の部分は「補助腔」と見なすとする説もある。
心房の手前には、静脈洞、心室の後には心臓球（無顎類や板鰓類）または動脈球（硬骨魚類）があり、4つの腔があるということになる。脱酸素化された血液は全身から静脈洞に集まる。ここから血液は心房へ流れ、次に強力な筋肉である心室に移り、主なポンプ作用が行われる。最後の第四腔が、心臓球または動脈球であり、心臓球はいくつかの弁を含んでいる。心臓球は別名動脈円錐とも呼ばれる。ここからの血液を腹大動脈を経て鰓に送られ、酸素化された血液は背大動脈を通じて体全体に供給される（四肢動物では、腹大動脈は二つに分かれ、一方は上行大動脈、もう一方は肺動脈を形成している）。心臓球または動脈球の役割は、心室からの血流を調整し、繊細な鰓に過大な圧力がかからないようにすることである。
四つの腔は一直線に配置されているのではなく、S字形を形成し、洞静脈と心房が心室と動脈球の上に位置する。この比較的単純な構造は、板鰓類や硬骨魚類に見られる。真骨魚類では、動脈円錐は非常に小さく、心臓の一部というよりはむしろ大動脈の一部と見なすことができる。動脈円錐は有羊膜類には存在せず、おそらく進化の過程で心室に吸収されたと考えられている。同様に、洞静脈は一部の爬虫類や鳥類では痕跡的に存在しているが、右心房に吸収され、もはや区別できなくなっている。

## 無脊椎動物

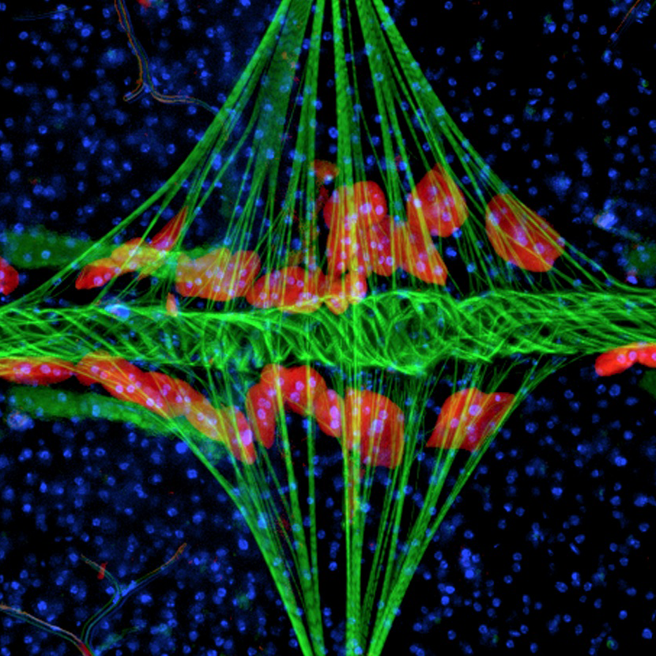
ガンビアハマダラカの管状の心臓（緑色）は、体全体に水平に伸びており、翅の筋肉（ダイアモンド型緑色部分）と繋がり、囲心細胞（赤色）に囲まれている。青色は核を示す。

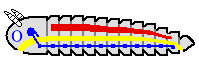
基本的な節足動物の体構造。心臓は赤で示されている

節足動物や多くの軟体動物は開放循環系を持っている。この系では、酸素を含まない血液が心臓の周りの洞(洞腔)に集まる。この血液は多数の一方向の小さなチャネルを通じて心臓に徐々に浸透する。心臓はその後、血液を血体腔（臓器の間の空間）に送り出す。節足動物の心臓は、通常、体の背側に沿って走る筋肉質の管状構造で、頭部の基部から後方へ向かって伸びている。血液の代わりに循環する液体は血リンパであり、最も一般的な呼吸色素として酸素を運ぶのは銅を含むヘモシアニンである。ヘモグロビンを使用する節足動物は少ない。
軟体動物は、頭足綱以外は開放血管系を持ち、心臓には動脈血と静脈血を分ける壁を持たない。また、一部の種は腸が心室を貫く構造を持つが、これがどのような機能に益すのかはっきりしない。腹足綱は古腹足類やアマオブネの仲間の多くは2心室1心房を持つが、その他は1心室1心房である。前者は双心型、後者は単心型という。カサガイの仲間には、囲心嚢の中に筋肉の球（動脈球）を持つものがあり、これは脈動の補助をすると考えられている。頭足綱はほぼ閉鎖血管系であり、心臓の形はオウムガイ類のみ2心房で、他は1心房である。一方でオウムガイ類以外はえらの根本に鰓心臓という部分があり、ここも収縮を起こして血流を生じさせている。二枚貝類、無板綱や多板綱の心臓は2心房1心室であり、単板綱は4心房1心室という特殊な心臓を持つが、小さな種では心臓を持たないものもある。
ミミズのような他の無脊椎動物では、循環系は酸素の運搬には使われないため、静脈も動脈もなく、2本の管がつながっているだけである。 酸素は拡散によって移動し、生物の前部で収縮するこれらの脈管をつなぐ5本の小さな筋肉性の脈管があり、これは「心臓」と考えることができる。
イカなどの頭足類には、2つの鰓心臓と1つの体心臓がある。鰓心臓には2つの心房と1つの心室があり、鰓に血液を送るのに対し、体心臓は体全体に血液を送る。

## 歴史

### 古代

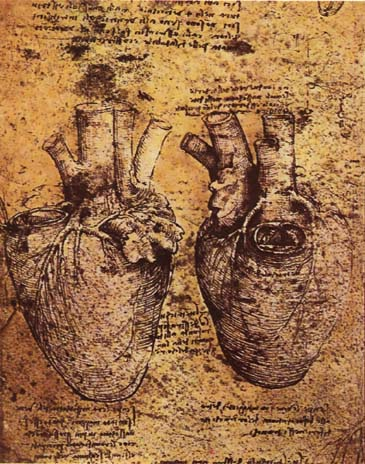
レオナルド・ダ・ヴィンチによる心臓とその血管の図譜（15世紀）

人類は古代から心臓の存在を認識していたが、その正確な機能や解剖学的構造は明確には理解されていなかった。初期の社会では主に宗教的な視点から心臓が理解されていたが、古代ギリシャ人が古代世界における心臓の科学的理解の基礎を築いたとされている。アリストテレスは、心臓を血液を生成する器官と考え、プラトンは心臓を血液循環の源とし、ヒポクラテスは心臓から肺を経て体全体へ血液が循環することに注目した。エラシストラトス（紀元前304–250年）は、心臓をポンプと見なし、動脈と静脈が心臓から放射状に広がり、距離が離れるほど細くなることを発見したが、それらの血管が血液ではなく空気で満たされていると信じていた。また、彼は心臓弁を発見した。
ギリシャの医師ガレノス（2世紀）は、血管に血液が流れることを知っており、静脈血（暗赤色）と動脈血（明るく薄い）の機能がそれぞれ異なると考えていた。彼は、心臓が体内で最も熱い器官であり、体に熱を供給していると結論づけた。血液は心臓によって送り出されるのではなく、心臓の動きによって拡張期に吸い込まれ、動脈の脈動によって移動すると考えた。ガレノスは、静脈血が左心室から右心室に移動し、心室間の「孔」を通じて動脈血が作られると信じていた。また、肺から空気が肺動脈を通じて心臓の左側に入り、動脈血を生成するという考えを持っていた。
これらの考えは約1000年間にわたって、疑いを持たれることはなかった。

### 中世
冠動脈と肺循環系の最古の記述は、1242年にイブン・ナフィースによって書かれた『医学典範解剖学注釈』に見られる。この文書の中で、アル・ナフィースは、血液が右心室から左心室へ直接移動するのではなく、肺循環を通ることを記しており、これはそれまで信じられていたガレノスの説を否定するものだった。彼の業績は、後にアンドレア・アルパゴによってラテン語に翻訳された。
ヨーロッパでは、ガレノスの教義が学問界を支配しており、彼の理論は教会の公式な教義として採用されていた。アンドレアス・ヴェサリウスは『ファブリカ』（1543年）の中で、ガレノスの心臓に関する説の一部に異議を唱えたが、彼の大著は権威への挑戦と見なされ、数々の攻撃を受けた。ミシェル・セルヴェは1553年に『キリスト教の復興（Christianismi Restitutio）』で、血液が肺を通って心臓の片側から他方へ流れると記していた。

### 近代以降

心臓のアニメーション図

心臓と体全体を通る血液の流れに関する理解の突破口は、1628年にイギリスの医師ウィリアム・ハーヴェーが発表した『血液循環説（De Motu Cordis）』で訪れた。ハーヴェーの著書は、全身循環と心臓の機械的な力を完全に説明し、ガレノスの理論は全面的に見直されることになった。19世紀には、ドイツの生理学者オットー・フランク（1865–1944）が、心臓に関する重要な研究を発表し、イギリスの生理学者アーネスト・スターリング（1866–1927）もまた、心臓に関する研究を行った。彼らが別個に行った研究は「フランク・スターリングの心臓の法則」として知られる結論に至った。
19世紀には、プルキンエ繊維やヒス束が発見されたが、心臓の刺激伝導系におけるそれらの具体的な役割は、日本の田原淳が1906年に『哺乳動物心臓の刺激伝導系（Das Reizleitungssystem des Säugetierherzens）』を発表するまで明らかではなかった。田原の房室結節の発見により、アーサー・キースとマーティン・フラックは心臓内の類似した構造を探し、数か月後に洞房結節を発見した。これらの構造は、ウィレム・アイントホーフェンが発明した心電図の解剖学的基礎を形成しており、アイントホーフェンは1924年にノーベル生理学・医学賞を受賞した。
1964年、ジェームズ・ハーディがチンパンジーの心臓を使って最初の心臓移植手術を行ったが、患者は2時間以内に死亡した。ヒトからヒトへの最初の心臓移植は、1967年に南アフリカの外科医クリスチャン・バーナードがケープタウンのグルート・シューア病院で行った。この出来事は、心臓外科の歴史において重要なマイルストーンとなり、医学界および一般の注目を集めた。しかし、最初は長期的な生存率が非常に低く、初の心臓移植患者ルイス・ワシュカンスキーは手術から18日後に死亡し、他の患者も数週間しか生存しなかった。日本では和田寿郎が1968年移植手術には成功して患者は83日間生存したものの、ドナーの適格性やレシピエントの適応に関して紛糾し司法の介入を招く事態となった（和田心臓移植事件）。アメリカの外科医ノーマン・シュムウェイは、心臓移植技術の改善に貢献したとされており、他の先駆者にはリチャード・ローアー、ウラジミール・デミホフ、およびエイドリアン・カントロウィッツがいる。2000年3月までに、世界中で55,000件以上の心臓移植が行われた。2022年1月7日には、ボルチモアで心臓外科医バートリー・P・グリフィスが遺伝子組換えされた豚の心臓を用いた移植手術を行って最初に成功したが、患者のデビッド・ベネット（57歳）は、術後1か月と30日間で死亡した。
20世紀半ばになると、心血管疾患は感染症を上回り、アメリカ合衆国における主要な死因となり、現在では世界中で最も多い死因となっている。1948年以来、進行中のフラミンガム心臓研究は、食事、運動、アスピリンなどの一般的な薬剤が心臓に与える影響についての知見をもたらしている。アンジオテンシン変換酵素阻害薬（ACE阻害薬）や交感神経β受容体遮断薬（β遮断薬）の導入により、慢性心不全の管理は改善されているが、心不全は依然として大きな医療上および社会的負担となっており、診断後1年以内に患者の30〜40％が死亡している。

## 社会と文化

### 象徴
比喩で「心臓」というと、ものごとの中心、また機能的な中心を指す。「都市の心臓部」などという。

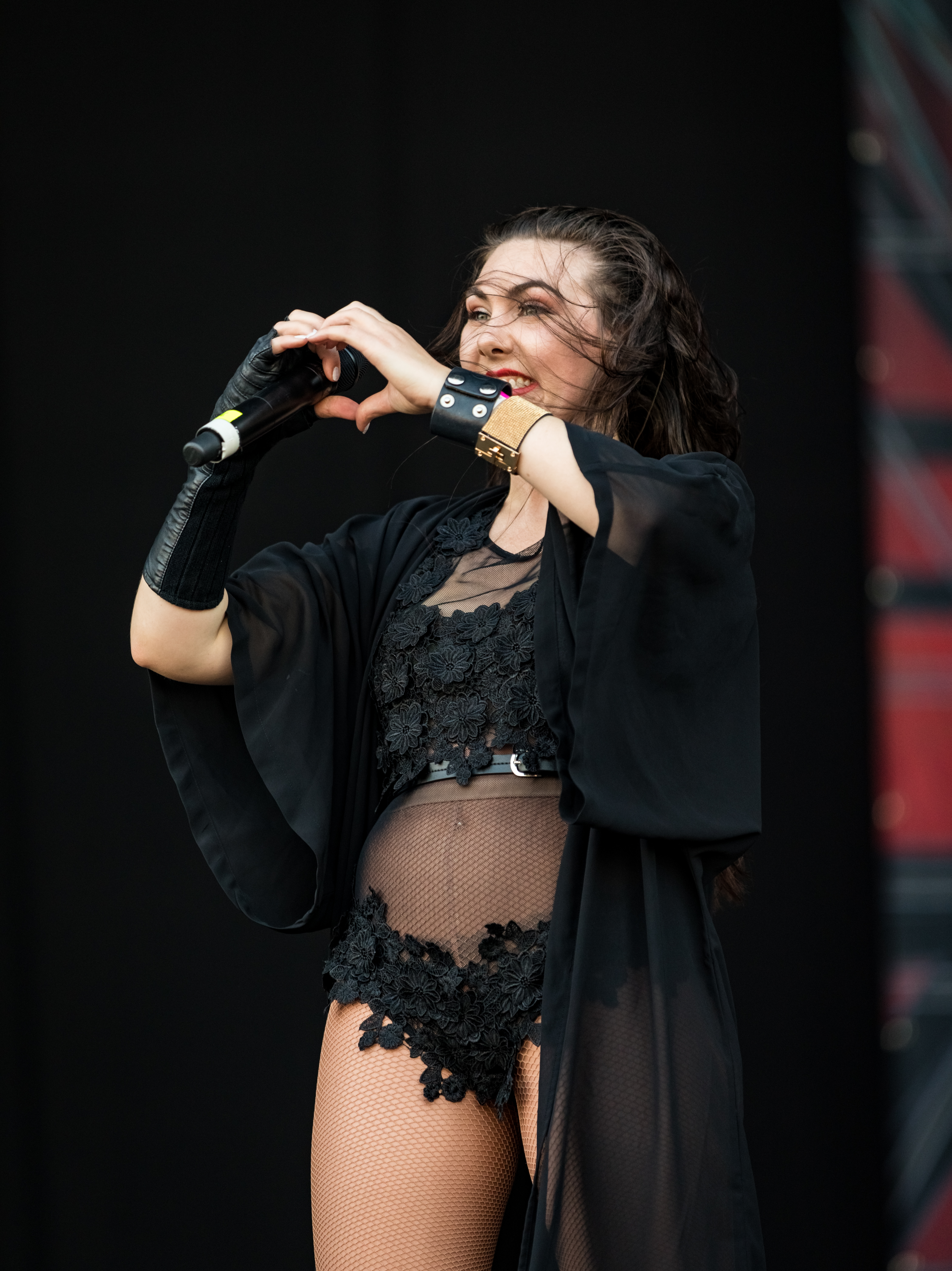
2018年のコンサートでエリーゼ・リードがハートのジェスチャーをしている。

心臓は生命を維持する重要な器官のひとつとして、古くから身体全体の中心、生命の座、感情、理性、意志、知性、目的、または精神の座と見なされていた。多くの宗教において心臓は象徴的なシンボルとされ、「真実、良心、道徳的勇気」を表し、イスラム教やユダヤ・キリスト教の思想では「神の神殿や玉座」、ヒンドゥー教では「神聖なる中心またはアートマン、そして超越叡智の第三の目」、仏教では「純粋な金剛石と釈迦の本質」、道教では「理解の中心」とされてきた。
ヘブライ語聖書では、心臓を意味する「lev」という言葉が感情や精神の座として使われており、解剖学的な臓器も指している。また、心臓は機能的にも象徴としても胃とも結びつけられている。
古代エジプト宗教においては、魂の重要な部分として心臓、または「ib」が考えられていた。「ib」は母親の心臓の血液の一滴から受胎時に形成されると信じられていた。エジプト人にとって、心臓は感情、思考、意志、意図の座とされ、エジプト語の表現にも「ib」が含まれることから、例えば「長い心」を意味する「Awi-ib」は「幸せ」を、「短い心」を意味する「Xak-ib」は「疎遠」を表す。古代エジプトでは、心臓が死後も存続し、死者の審判でその人物の証拠を提供すると信じられていた。そのため、ミイラ作りの際に心臓は体から取り除かれず、知性や感情の中心であり、来世でも必要だとされた。その心臓は、アヌビスと他の神々によって「心の計量」儀式で審査され、心臓がマアトの羽より重い場合、悪行を意味し、怪物アメミットに食べられると信じられていた。
漢字の「心」という字は、比較的写実的な心臓の描写（心室を示す）から派生している。中国語の「心」も「精神」や「意図」、「核心」を表す比喩的な意味を持ち、古代中国では心臓が人間の認知の中心と考えられていた 中国医学では、心は精神や意識の中心とされている。心は小腸と関連し、舌、五臓六腑を統御し、五行では火に属している。
サンスクリット語で「心臓」は「hṛd」または「hṛdaya」といい、最古のサンスクリット文献であるリグ・ヴェーダにも登場する。この言葉は解剖学的な意味だけでなく、「精神」や「魂」を表し、感情の座を意味する。
多くの古典古代の哲学者や科学者は、アリストテレスを含め、心臓を思考、理性、感情の座と考えており、脳がそれに関与しているとは見なしていなかった。感情の座としての心臓の概念は、ローマの医師ガレノスによるもので、彼は情熱の座を肝臓に、理性の座を脳に位置づけた。

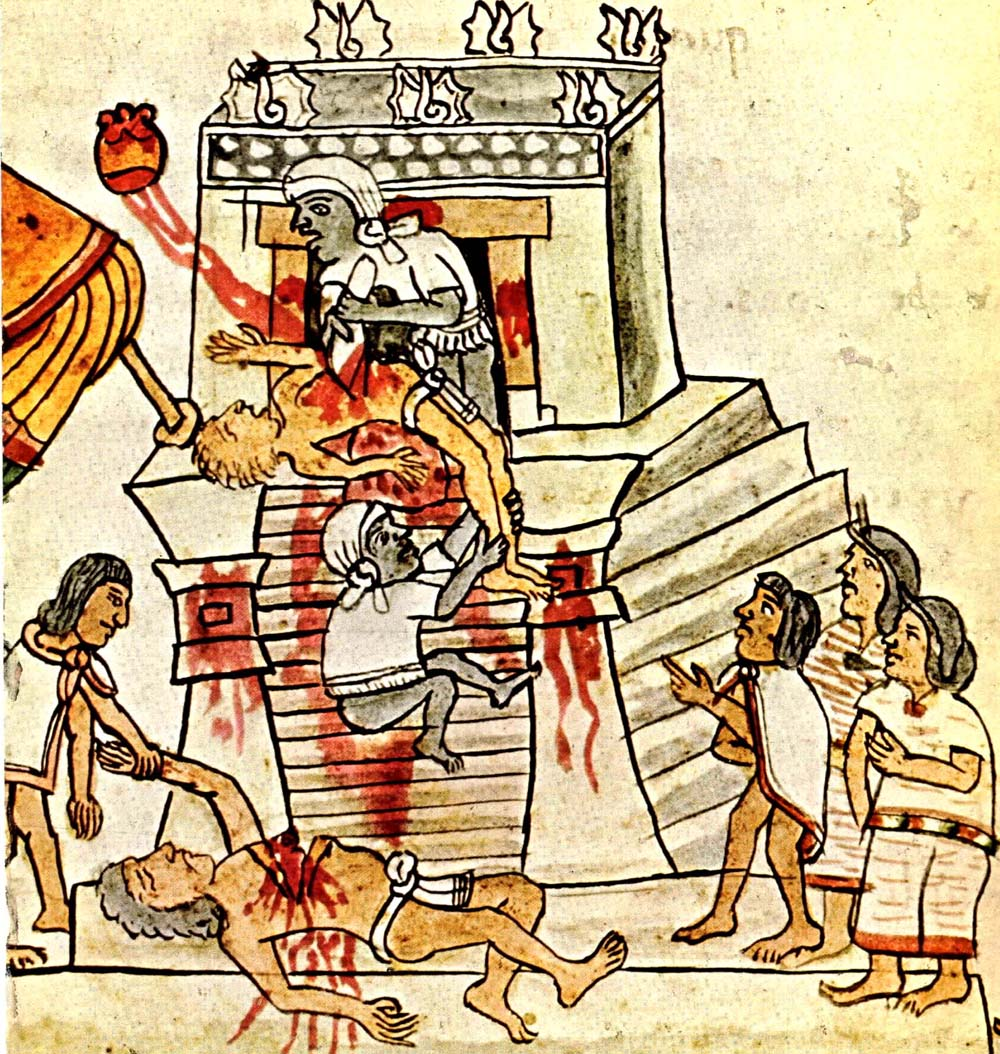
アステカ文明の生贄の儀式。石器のナイフで生贄の胸を裂き、心臓を取り出す

心臓はまた、アステカの信仰体系にも重要な役割を果たしていた。アステカの人身供犠で最も一般的な形式は、心臓の摘出だった。アステカ人は心臓「tona」が個人の座であり、太陽の熱の一部「istli」であると信じていた。今日に至るまで、ナワ族は太陽を心の魂（「tona-tiuh: 丸く、熱く、脈打つもの」）と見なしている。
2020年、アラスカからオーストラリアまでの先住民族のリーダーたちが世界に向けて、人類は頭よりも心を重視し、心に従って行動すべきだというメッセージを送った。そのメッセージは映画化され、人類が心を開いて世界のバランスを回復すべきだという内容が強調された。ハワイの教育者で伝統の継承者であるKumu Sabra Kaukaは、映画のメッセージを「心に耳を傾け、自分の道を進む。それがすべての人々にとって良いものであることを願って」とまとめた。その映画は、アリューシャン（Unangan）族のIllarion Merculieffによって監修された。彼は、アリューシャンの長老たちが心を「知恵の源」、すなわち「人間とすべての生物の間に存在する深い相互つながりと意識の入り口」として語っていたことを記している。
カトリック教会では、イエス・キリストの傷への崇拝に由来する心臓への崇敬の伝統が長く存在し、これは16世紀中頃に広まった。この伝統は、中世キリスト教の信心業に影響を与え、聖心崇拝と並んで、聖母マリアの汚れなきみ心への崇敬が広まった。この崇敬はジョン・ユードによって広められた。キリスト教の聖書には、心臓に関する言及が数多くあり、「心の清い者は神を見るであろう」。「すべてのことの上に、あなたの心を守れ。なぜなら、そこから命の源が流れ出るからだ」。 「あなたの宝があるところに、あなたの心もあるだろう」。「人が心の中で考えるように、その人もそうなる」などがある。中世ヨーロッパでは、貴族や聖職者の遺体は心臓が身体の他の部位と分けて葬られることもあった（心臓葬）。
「ハートブレイク（heart-break）」という表現は、大きな悲しみや失望の感情である。キューピッドが小さなハートシンボルを射るというおなじみの図像は、ルネサンス期のテーマであり、後にバレンタインデーに結びついた。
いくつかのトランス・ニューギニア語族、例えばフォイ語やMomoona語では、心臓と感情の座がコレキシフィケーション、すなわち同じ言葉で表現されている。

### 料理
動物の心臓は広く食用として消費されている。心臓はほぼ筋肉で構成されているため、タンパク質が豊富である。しばしば他の内臓と一緒に料理に含まれ、例えばオスマン料理のココレッチ、日本のホルモン焼きなどがある。食肉としての心臓は日本語ではハツと呼ばれる。
鶏の心臓はもつ・ジブレッツと見なされ、串焼きにされることが多い。例としては日本の焼き鳥、ブラジルのシュハスコ、インドネシアのサテなどがある。また、エルサレム風ミックスグリルのようにフライパンで炒めることもある。エジプト料理では、細かく刻んで鶏の詰め物の一部として使われることもある。多くのレシピでは他のもつと一緒に調理され、メキシコのポジョ・エン・メヌデンシアス（pollo en menudencias）やロシアのラグー・イズ・クリニイフ・ポトロホフ（agu iz kurinyikh potrokhov）などがある。
牛、豚、羊の心臓は一般的にレシピで相互に代用できる。心臓は多く使われる筋肉であるため、「硬く、ややパサついた」肉となり、一般的にはじっくりと調理される。硬さを和らげるもう一つの方法は、細切りにして調理することで、中国料理の炒め物における心臓料理がその一例である。
牛の心臓はグリルや蒸し焼きにされることがある。ペルーのアンティクーチョ・デ・コラソンでは、スパイスと酢の混合液で長時間マリネしてから、牛の心臓を焼いてバーベキューにする。オーストラリアの「mock goose（偽ガチョウ）」と呼ばれるレシピは、実は詰め物をした牛の心臓を蒸し焼きにした料理である。
豚の心臓は、煮込み、ゆで、蒸し焼きにされるか、ソーセージに加工される。バリ料理のオレット（oret）は、豚の心臓と血を使った血ソーセージの一種である。フランスのクール・ド・ポル・ア・ロランジュ（cœur de porc à l'orange）は、オレンジソースで煮込んだ豚の心臓を使った料理である。